# Schotse vouwoorkat
De Schotse vouwoorkat is een kattenras met stamboek, gekarakteriseerd door de naar voren gevouwen oortjes als gevolg van een kraakbeenafwijking (osteochondrodysplasie). In Nederland is het sinds 2014 verboden te fokken met dieren die erfelijke ziekten hebben, zoals de vouwoorkatten. Sinds 1 oktober 2021 is het fokken en verhandelen van vouwoorkatten verboden in Vlaanderen.

## Naamgeving
De Engelstalige naam, die ook wel in het Nederlands gebruikt wordt, is Scottish Fold. De langharige rasvariëteit wordt Highland vouwoorkat (Engels: Highland Fold ) genoemd. Dieren uit de fok die geen gevouwen oren bezitten worden foktechnisch aangeduid met Straight, oftewel rechtopstaand.

## Geschiedenis
De originele Schotse vouwoorkat was een rasloze witte boerderijkat genaamd Susie, die werd gevonden op een boerderij in de buurt van Coupar Angus in Perthshire, Schotland, in 1961. Susie was geboren met een kraakbeenafwijking (osteochondrodysplasie) als gevolg van een natuurlijke genetische mutatie. Hierdoor hadden Susie's oren een ongewone vouw in het midden, waardoor ze op een uil leek.
Toen Susie kittens had, werden er twee met gevouwen oren geboren en werd er een gekocht door William Ross, een boer en kattenliefhebber. Ross registreerde het ras bij de Raad van Bestuur van de Britse Kattenstamboekvereniging (Governing Council of the Cat Fancy, GCCF) in 1966 en begon met de hulp van geneticus Pat Turner Schotse vouwoorkittens te fokken.
Het fokprogramma produceerde 76 kittens in de eerste drie jaar - 42 met gevouwen oren en 34 met rechte oren.
De conclusie hieruit was dat de oormutatie te wijten is aan een autosomaal dominant gen.
Susie's enige nageslacht was een vrouwelijke vouwoor genaamd Sans, die ook wit was; een tweede kitten werd kort na de geboorte gecastreerd. Drie maanden na de geboorte van Sans overleed Susie bij een auto-ongeluk. Alle Schotse vouwoorkatten zijn nazaten van stammoeder Susie.

## Erkenning en verbod
Het ras wordt door overkoepelende raskattenorganisaties in de Verenigde Staten (CFA, TICA, ACFA) en Canada (CCA) erkend, doch niet door de Europese overkoepelende raskattenorganisatie (FIFe). 
In Nederland, Vlaanderen, Schotland, Oostenrijk, Duitsland en delen van Australië is de fok met Schotse vouwoorkatten verboden. In Nederland riskeert men een boete van €1.500 voor het fokken met een vouwoorkat ouderdier, ook als dit gaat om een enkele hobbymatige fok. Ook is het verboden te fokken met Schotse Straights, indien deze de vouwoorkat-mutatie in hun genen meedragen. Om dit uit te sluiten kunnen fokkers de ouderkat laten testen op het gen voor osteochondrodysplasie.
De reden daarvoor is dat het kenmerk van de gevouwen oren geen onschadelijk gegeven is zoals bij de hond, maar onderdeel van een erfelijke kraakbeenafwijking (osteochondrodysplasie) die in de loop der tijd progressieve deformaties geeft. De vouwoorkat zal gezondheidsproblemen door kraakbeenwoekeringen krijgen, met problemen met voortbewegen en chronische pijn tot gevolg. Het kraakbeen is namelijk naast in het oor, ook elders in het lichaam misvormd, zoals in de gewrichten. De voor- en achterpoten en ook de staartwervels kunnen krom gaan staan en verdikken. De symptomen lijken op die bij artritis, een chronische gewrichtsontsteking. Aangezien het bij vouwoorkatten gaat om de gevolgen van een mutatie in een erfelijk gen, is er geen behandeling mogelijk om de kraakbeenafwijking ongedaan te maken. Vandaar dat in meerdere landen de fok met dragers van dit gen is verboden.

## Omschrijving

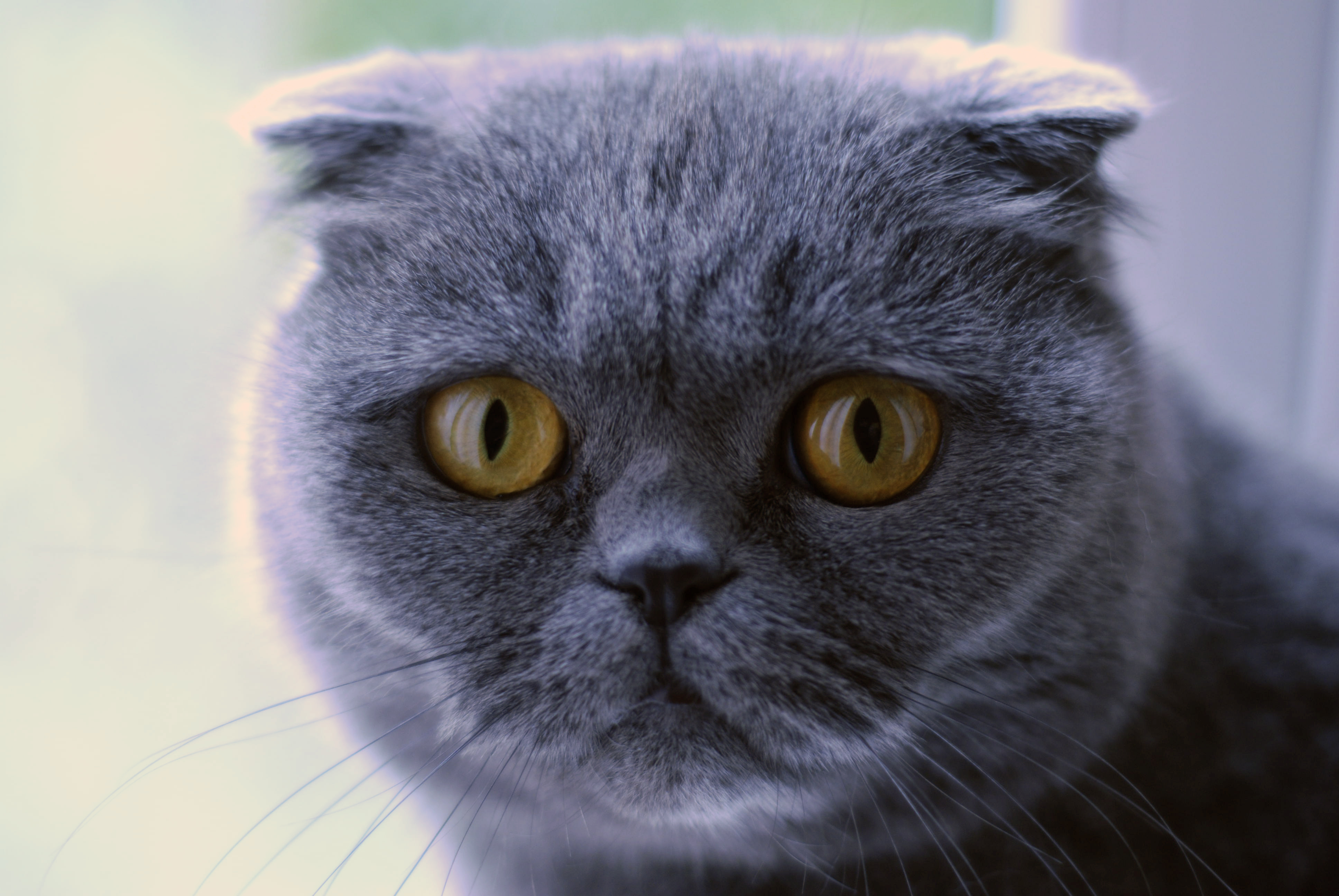
Detail kop effen-blauwe kat

De Schotse vouwoorkat heeft een lijf met sterke rug, robuuste poten en een middellange staart. Hij heeft kleine naar voren gevouwen oren op een ronde kop. De vacht is kort en dicht ingeplant en kan voorkomen in alle kleuren en patronen. Het ras komt zowel in kortharige als langharige (Highland vouwoorkat ) variëteit voor, aangezien de gekozen fokpartners de recessieve genen voor langhaar kunnen dragen. Het karakter is kalm, huiselijk, rustig en introvert.

## Fokkerij
Fokkers kruisen geen dieren met elkaar die beiden gevouwen oren hebben, omdat dan statistisch gezien een kwart van de nakomelingen zeer gehandicapt zijn (de homozygoten). In Europa is de Brits korthaar de geprefereerde partner voor een Schotse vouwoorkat, in de Verenigde Staten wordt zowel de Brits korthaar als de Amerikaans korthaar gebruikt. Uit een dergelijke combinatie komen statistisch gezien vijftig procent nakomelingen met de kraakbeendeformatie die tevens vaak de gewenste vouworen heeft en vijftig procent dieren zonder deze afwijking. Per dier dat het Fd-gen heeft, wisselt de mate van progressiviteit in de ontwikkeling van de deformatie. De kittens met het Fd-gen krijgen ca. 21 dagen na de geboorte de gewenste gevouwen oren. De mate van deformatie van de oren is variabel. De vormdeformatie van het oor kan leiden tot een enkele vouw, een dubbele of een driedubbele, waarbij de kleine oren tegen het hoofd aan komen te liggen. In extreme gevallen kan het oor zelfs in zo grote mate aangedaan zijn dat er nauwelijks sprake is van een zichtbare oorschelp en er enkel nog wat rudimentair bot en kraakbeenweefsel onder de vacht aanwezig zijn. In de loop der tijd kunnen ook afwijkingen aan de andere extremiteiten verschijnen (poten, staart en elders in het lichaam). Hoe snel en hoe progressief dit proces zich voltrekt, wisselt per dier. Aan het eind van het leven kan een dier op meerdere plaatsen in het lichaam zijn aangedaan. Goede fokkers gebruiken ook geen dieren met staande oren (Straights) uit een ouder met gevouwen oren, omdat deze mogelijk wel de kraakbeendeformatie kan hebben, maar deze niet of niet duidelijk toont in de oren.

## Afbeeldingen

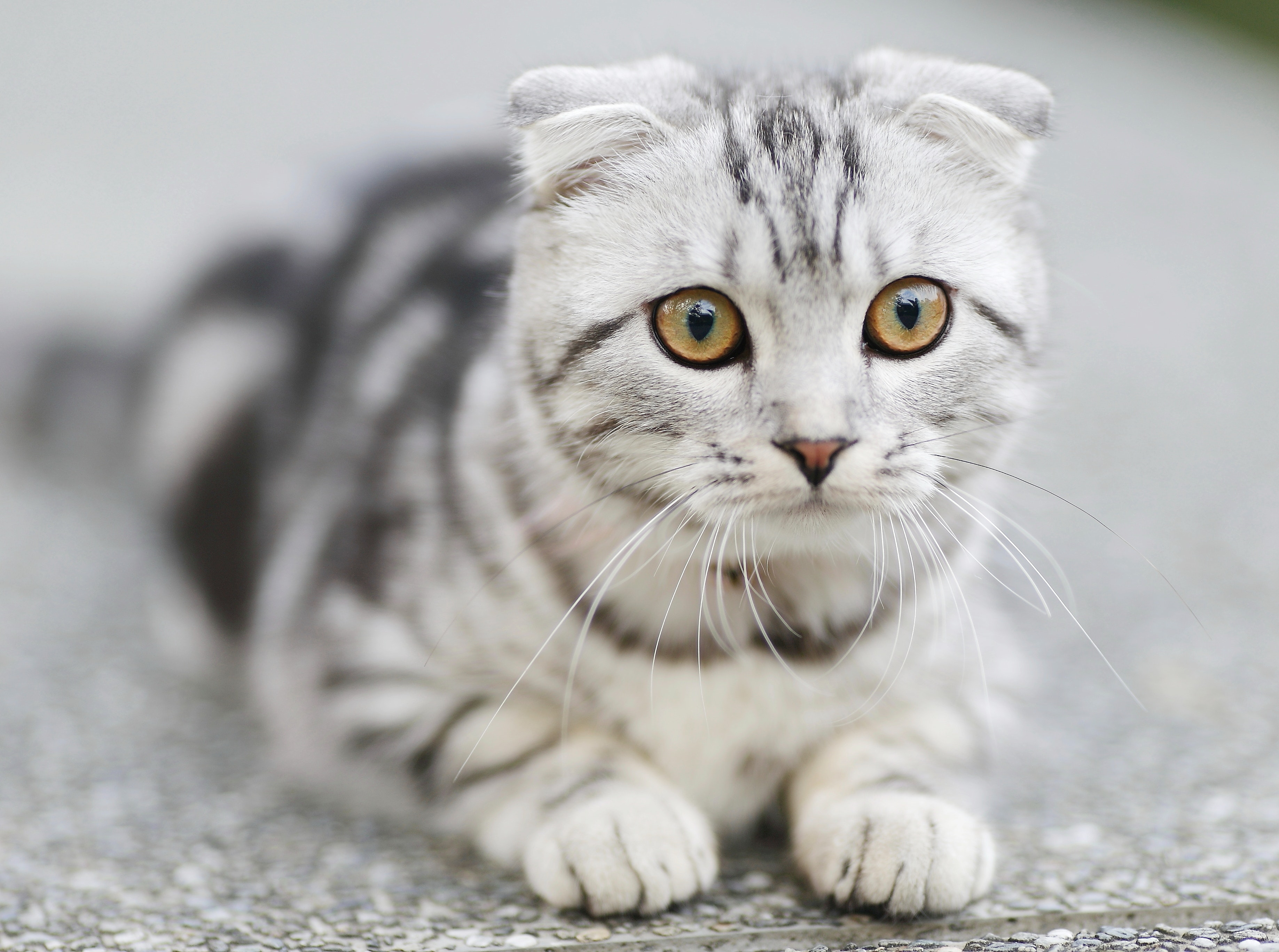
Zwart-zilver klassieke cyper kitten
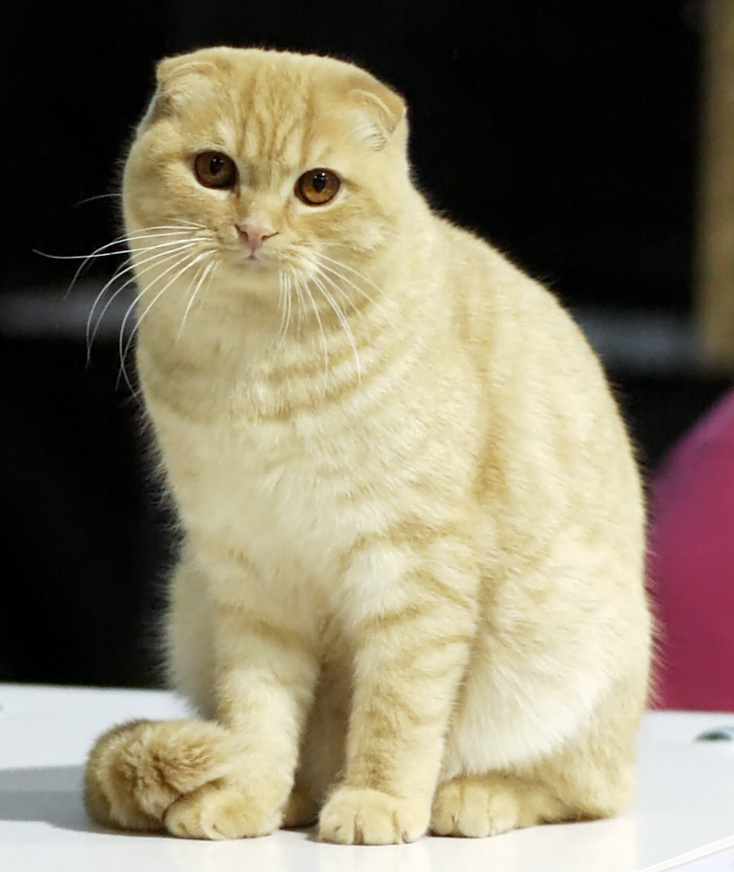
Crème gestreepte cyper kater
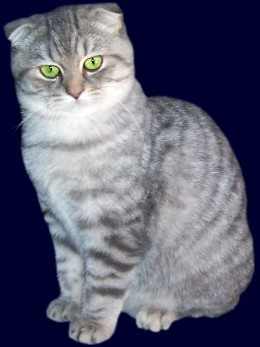
Blauw-zilver gestreepte cyper kat
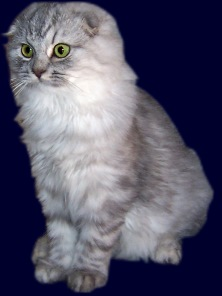
Langharige blauw-zilver gestreepte cyper kat
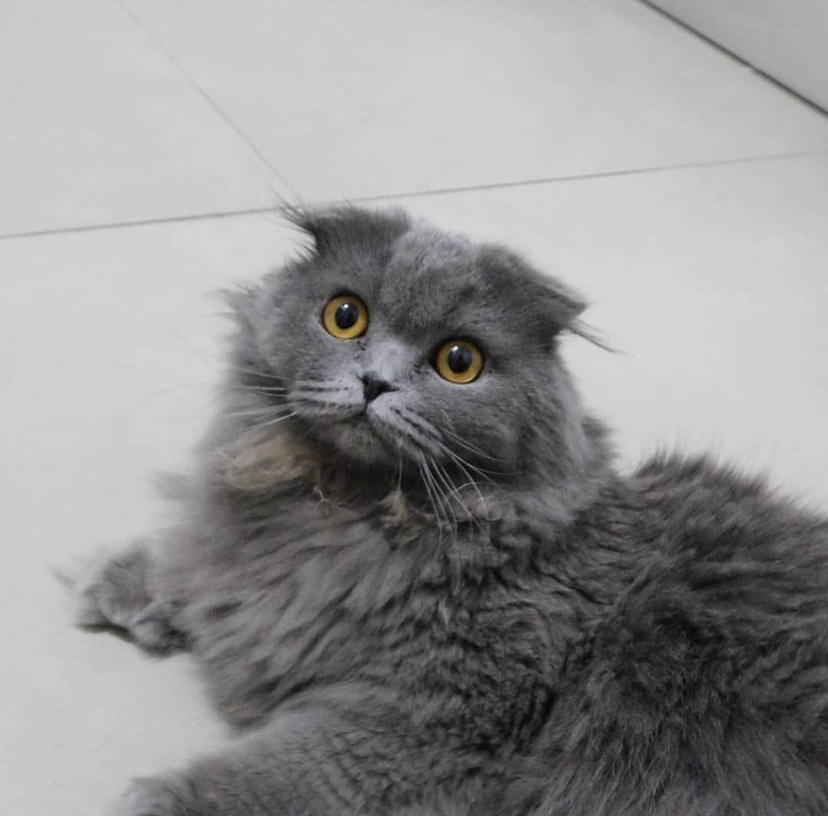
Langharige effen-blauwe kat
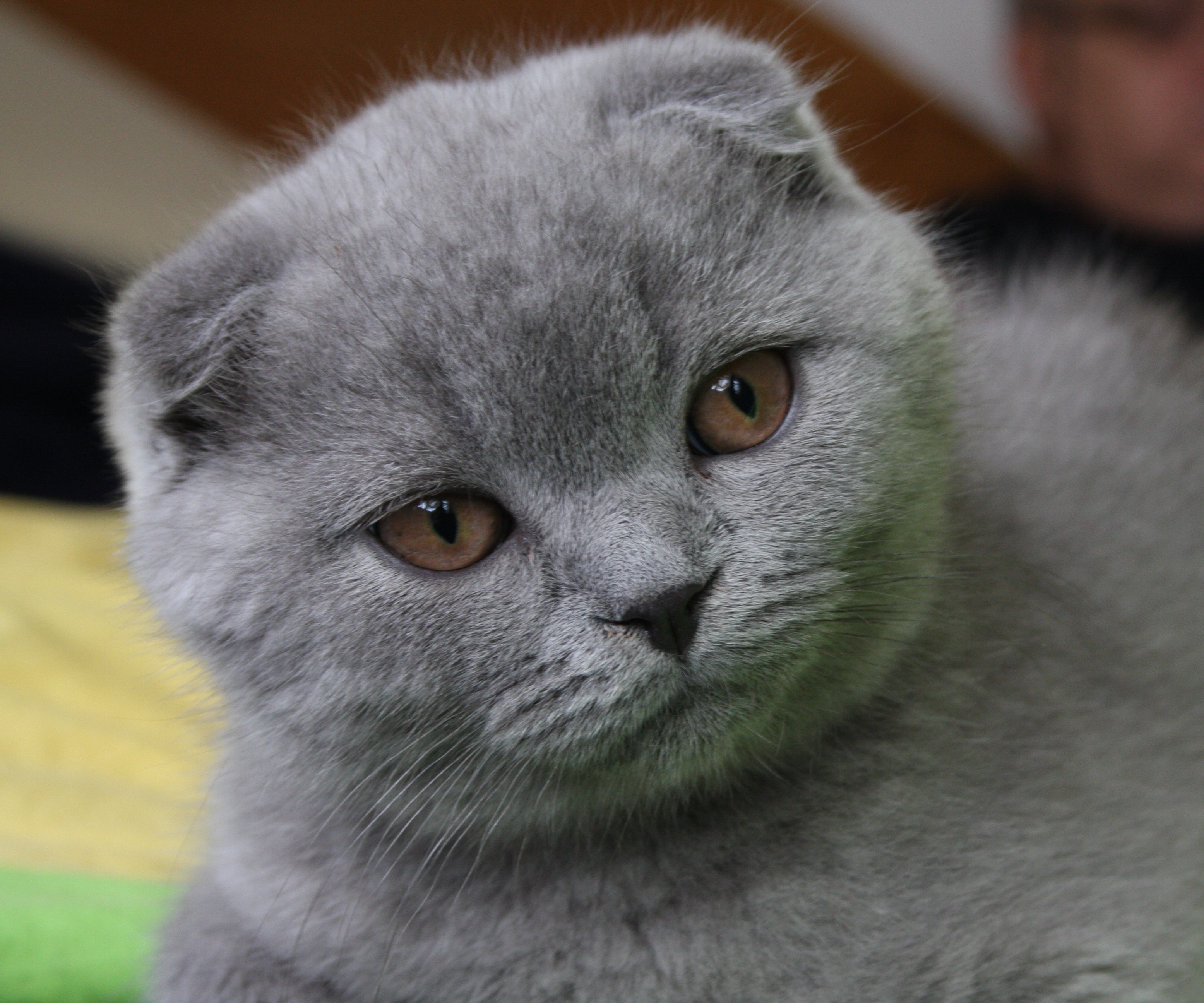
Detail kop effen-blauwe kitten
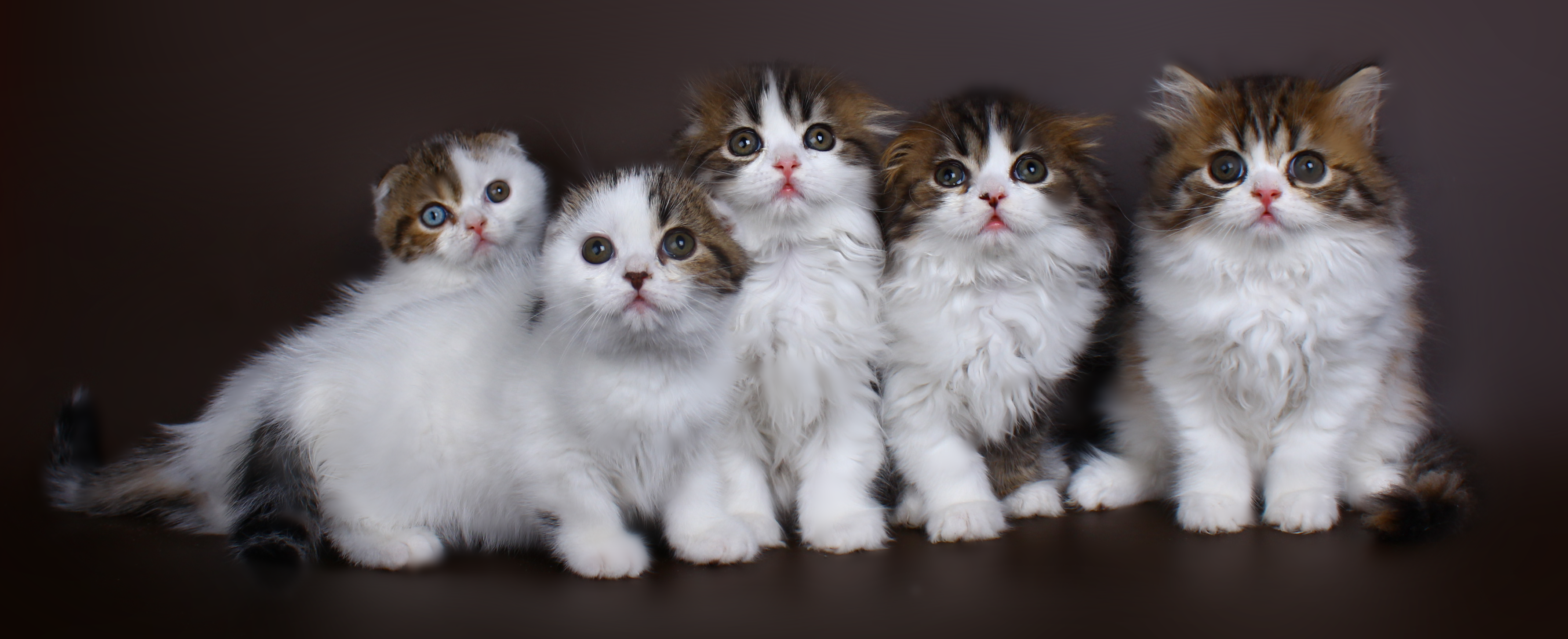
Nestje van Schotse vouwoor en straight (rechte oren) kittens met een tweekleurige vacht bestaande uit zwart cyper en wit